# Münchner Wochenmärkte

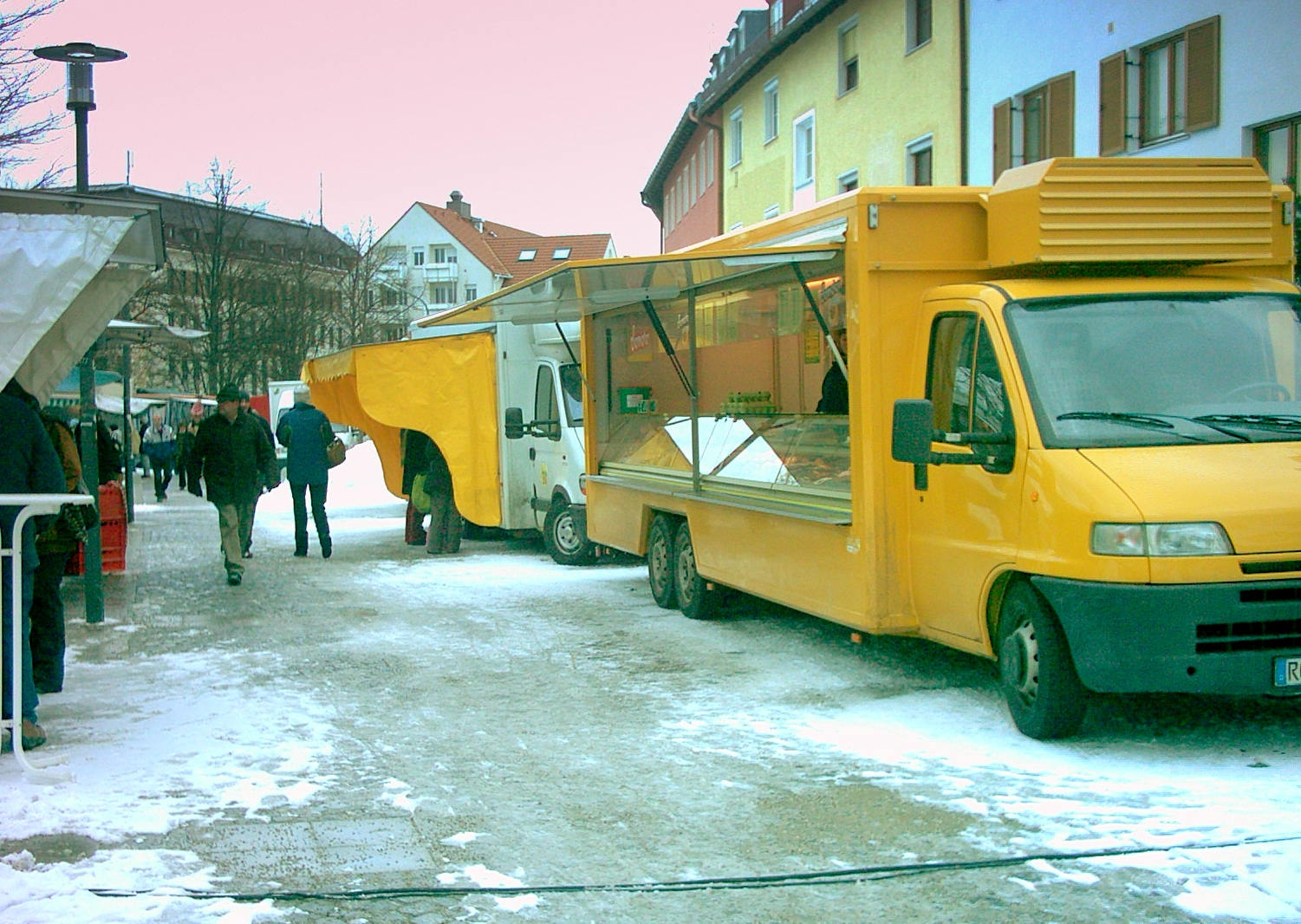
Bauernmarkt am Mangfallplatz
in München-Harlaching, 2006

Die Münchner Wochenmärkte sind an einzelnen Wochentagen abgehaltene Märkte für Lebensmittel und Blumen, die an verschiedenen, über das Münchner Stadtgebiet verteilten Orten stattfinden.

## Allgemeines
Unter der Regie der Markthallen München versorgen 41 Wochen-, Bauern- und Ökomärkte mit über 120 Händlern aus dem gesamten Lebensmittelbereich die Bevölkerung in den Stadtteilen ein- bis zweimal wöchentlich mit frischen Lebensmitteln.

## Geschichte
Ende der 1950er Jahre herrschte in München eine große Wohnungsnot. Trotz des Wiederaufbaus der Stadt nach dem Zweiten Weltkrieg wurden zusätzlich ungefähr 60.000 Wohnungen dringend benötigt. Zwischen 1960 und 1970 nahm die Münchner Bevölkerung um ca. 300.000 Einwohner zu. Als Konsequenz aus dieser Wohnungsnot wurden seit Anfang der 1960er Jahre große Neubauviertel errichtet (u. a. Neuperlach, Fürstenried, Hasenbergl, Blumenau und Neuaubing). Schon bald aber wurde die mangelhafte Infrastruktur beklagt. Hauptsächlich fehlte es an Kindergärten, Schulen, öffentlichen Verkehrsmitteln und Einkaufsmöglichkeiten.
Da die ständigen Lebensmittelmärkte (Elisabethmarkt, Pasinger Viktualienmarkt, Viktualienmarkt und Wiener Markt), von den Münchnerinnen und Münchnern gut angenommen wurden, kam man auf die Idee, in den unterversorgten Stadtteilen zwar keine ständigen Lebensmittelmärkte, deren Erhaltungsaufwand sehr hoch ist, zu installieren, aber dafür Halb- oder Ganztagesmärkte, die ein- oder zweimal pro Woche in den betroffenen Vierteln stattfinden sollten, einzurichten. Diese Märkte sollten von mobilen Erzeugern bzw. Marktkaufleuten beschickt werden, die die Münchner Bevölkerung mit Lebensmitteln und Blumen sowie Waren aus dem Nichtlebensmittelbereich versorgen sollten; eine Dultatmosphäre sollte jedoch vermieden werden. Von diesen Märkten erhoffte man sich „eine erfreuliche Belebung der Außenbezirke und die Bildung kleinerer abwechslungsreicher und farbiger Lebenszentren“, wie es in der Grundsatzentscheidung des Stadtrates lautet. Da mit der Einführung dieser neuen Marktgattung Neuland beschritten wurde und es sich damals noch nicht voraussehen ließ, wie sich die neuen Einrichtungen bewähren würden, konnte sich die Stadt vorerst nicht selbst zum Träger dieser Märkte machen und die in diesem Fall notwendige Marktverwaltung schaffen. Es wurde vielmehr die Lösung gefunden, dass der Bayerische Landesverband der Schausteller und Marktkaufleute e. V. vorerst für ein Probejahr Träger der Wochenmärkte sein sollte. Im Verlauf des Probejahres sollte beobachtet werden, wie sich die Märkte entwickeln, so dass danach die Stadt entscheiden konnte, den Weiterbetrieb gegebenenfalls zu versagen, weitere Märkte zu gestatten oder sie in eigener Zuständigkeit zu betreiben. Aufgrund des guten Erfolges des Versuchsjahres entschied sich die Stadt für letztere Lösung, da eine unkontrollierte Ausweitung der Privatmärkte befürchtet wurde, die zu einer Belastung der Wohnqualität oder einer untragbaren Konkurrenz für den Einzelhandel in den Stadtvierteln führen könnte.
Am 20. Mai 1969 wurde der erste Wochenmarkt in der Plettstraße in Neuperlach eröffnet. In den darauf folgenden Tagen folgten die Märkte in der Berner Straße in Fürstenried-Ost, in der Wellenkampstraße im Hasenbergl und in der Graubündener Straße in Fürstenried-West. Die Märkte wurden von der jeweiligen ansässigen Bevölkerung hervorragend angenommen. Nach dem Probejahr übernahm die Marktverwaltung die Großmarkthalle, ein kommunaler Betrieb, der bereits langjährige Erfahrung bei der Verwaltung der festen Lebensmittelmärkte besaß.
Am 2. Februar 1989 beschloss der Kommunalausschuss eine Neuerung auf dem Gebiet der Wochenmärkte. Ab dem Frühjahr desselben Jahres sollten erstmals – zunächst auf Probe – unter dem Dach der Münchner Wochenmärkte Bauernmärkte als reine Selbsterzeugermärkte eingerichtet werden. Im Sinne der Verbundenheit der Stadt mit dem Umland erschien es angemessen und richtig, Bauern in der Stadt einen Vermarktungsbereich für ihre regionalen Produkte zur Verfügung zu stellen. Zudem ist es Selbsterzeugern im Gegensatz zu professionellen Marktkaufleuten wegen ihrer Bindung an den Betrieb nicht möglich, täglich auf den Markt zu fahren. Als Träger dieser neuen Marktgattung wurde der vom Bayerischen Bauernverband gegründete Bauernmarkt München e. V. festgesetzt.

## Verwaltung
Die Münchner Wochenmärkte werden von den Markthallen München, einem Eigenbetrieb der Stadt München verwaltet. Die Benutzung der Wochenmärkte richtet sich nach der Marktordnung. Die Miete für einen Stand richtet sich nach der Länge des Verkaufsfahrzeuges/-standes. Hinzu kommen noch anteilige Kosten für Schneeräumung, Strom etc. Die Bauernmärkte verwalten sich selbstständig. Im Gegensatz zum Marktteilnehmer an den Wochenmärkten muss ein Beschicker von Bauernmärkten Selbsterzeuger und Mitglied im Bauernmarktverein sein.

## Marktkalender
- Au (Wochenmarkt), Mariahilfplatz:

Samstag, 07:00 Uhr bis 13:00 Uhr
- Au (Bauernmarkt), Mariahilfplatz:

Mittwoch, 07:00 Uhr bis 13:00 Uhr
- Berg am Laim (Wochenmarkt), Baumkirchner Straße 22b - 26:

Freitag, 08:00 Uhr bis 12:00 Uhr
- Blumenau (Wochenmarkt), Blumenauer Straße 2 - 16:

Mittwoch, 08:00 Uhr bis 12:00 Uhr
- Bogenhausen (Wochenmarkt), Rosenkavalierplatz:

Donnerstag, 08:00 Uhr bis 18:00 Uhr
- Feldmoching (Wochenmarkt), Walter-Sedlmayr-Platz:

Freitag, 13:00 Uhr bis 18:00 Uhr
- Freimann (Wochenmarkt), Karl-Köglsperger-Straße 17 - 23:

Mittwoch, 13:00 Uhr bis 18:00 Uhr
- Fürstenried-Ost (Wochenmarkt), Berner Straße 2 - 4:

Mittwoch, 13:00 Uhr bis 18:00 Uhr
- Fürstenried-West (Wochenmarkt), Graubündener Straße (Schweizer Platz):

Samstag, 07:00 Uhr bis 13:00 Uhr
- Giesing (Wochenmarkt), Giesinger Bahnhofsplatz:

Freitag, 13:00 Uhr bis 18:00 Uhr

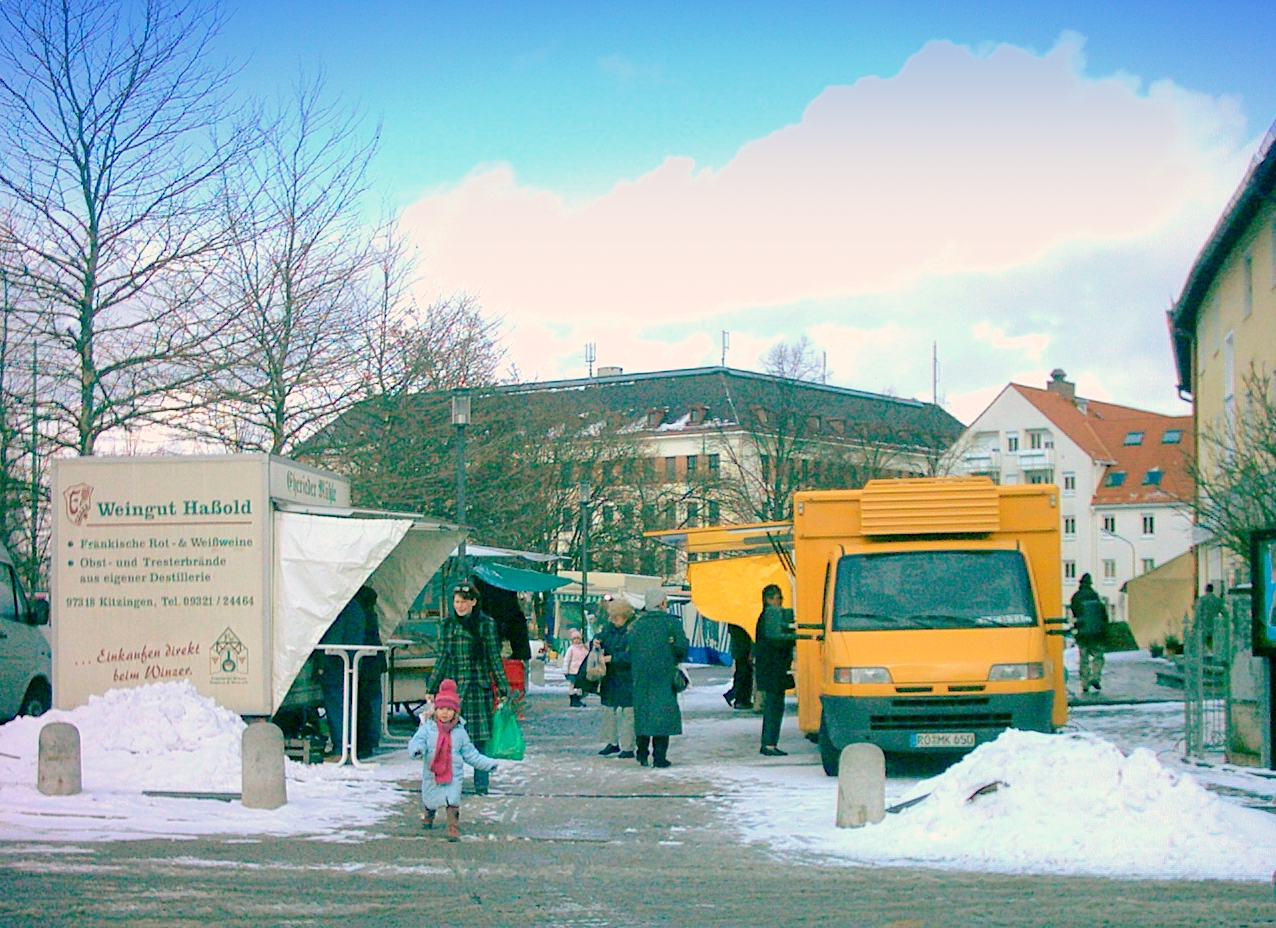
Bauernmarkt am Mangfallplatz
in München-Harlaching, 2006

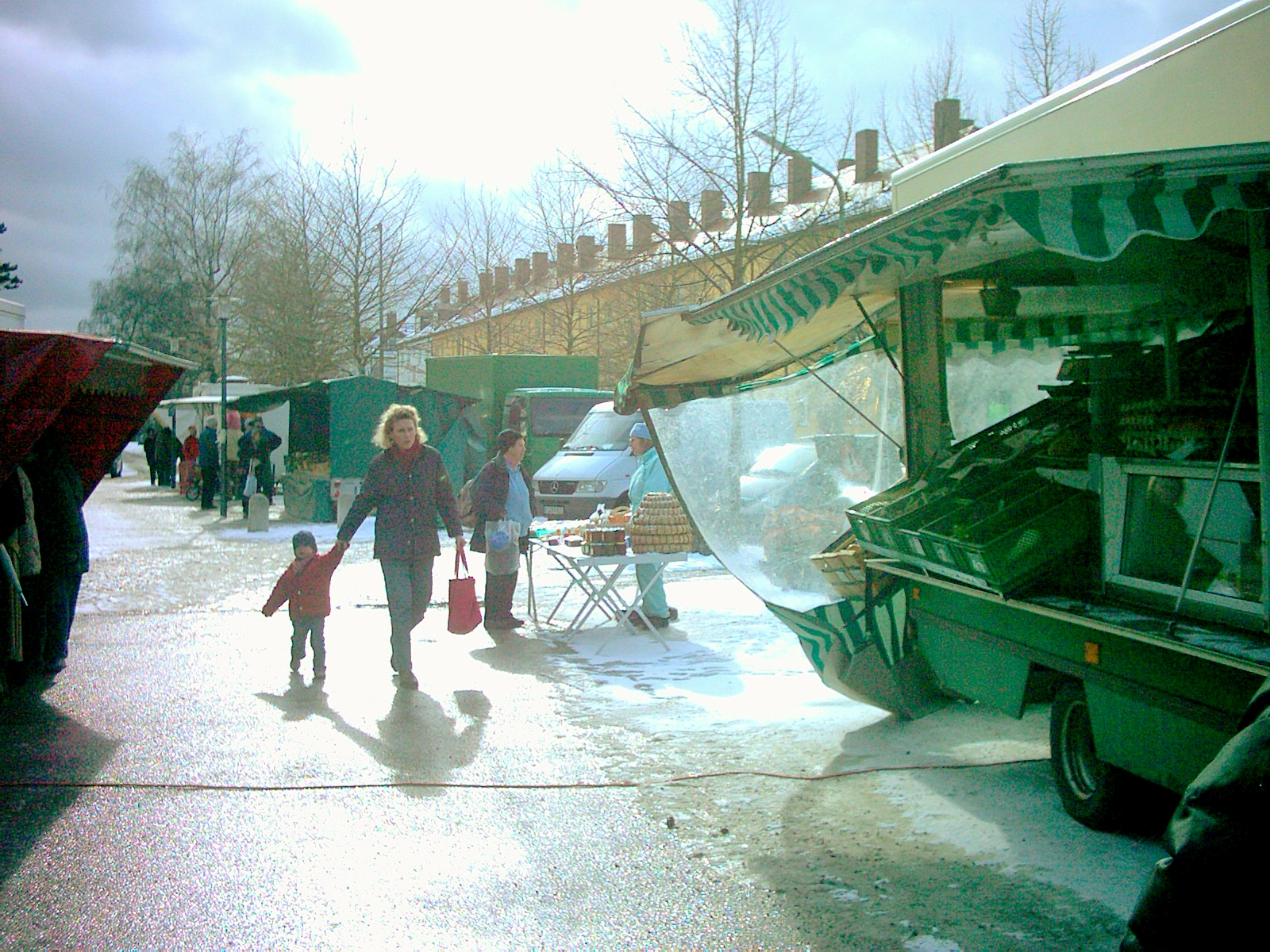
Am Mangfallplatz

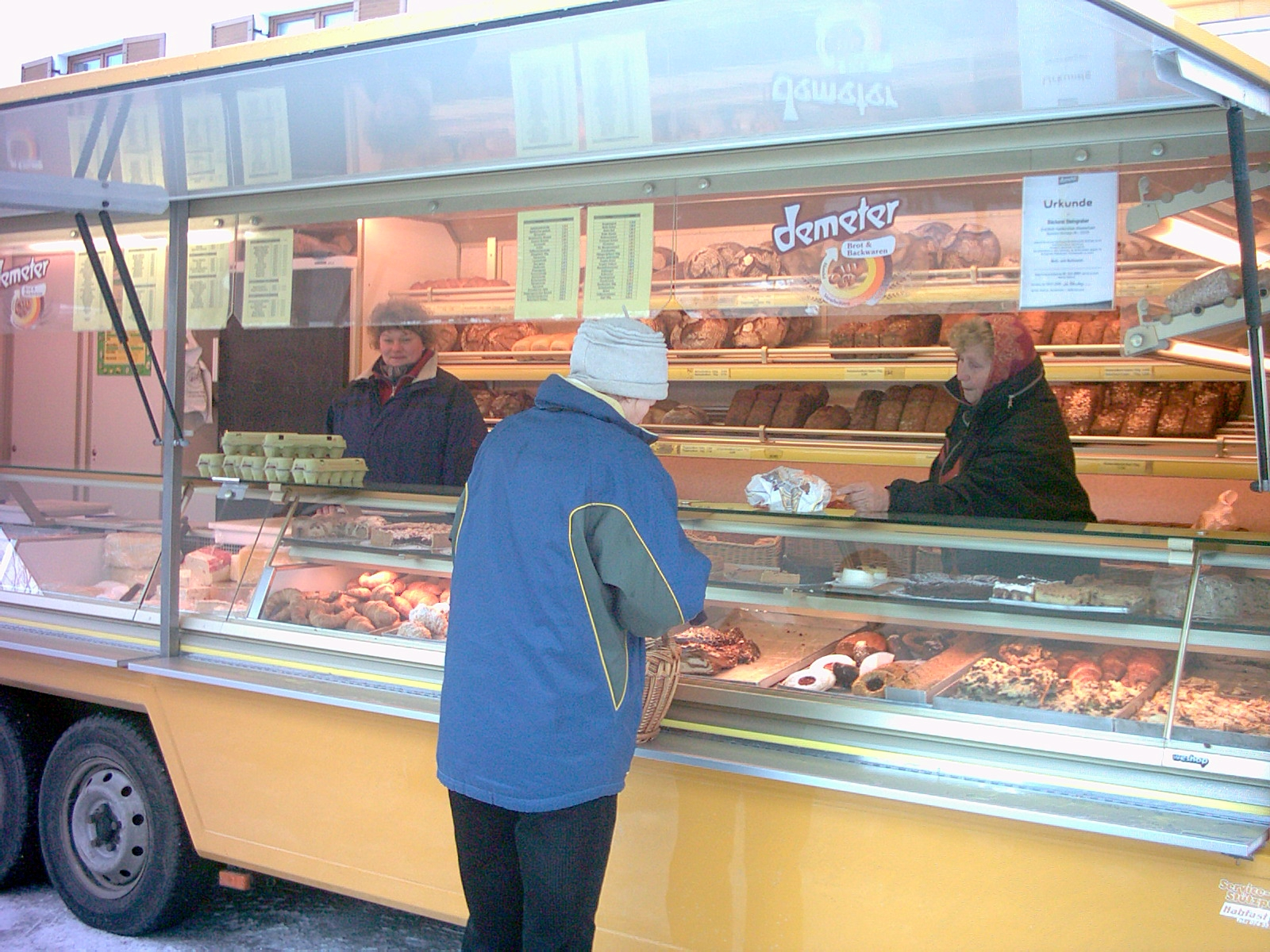
Mobiler Brotverkauf am Mangfallplatz
in München-Harlaching, 2006

- Großhadern (Wochenmarkt), Heiglhofstraße 1 - 11:

Mittwoch, 13:00 Uhr bis 18:00 Uhr
- Hadern (Wochenmarkt), Guardinistraße 90 - 120:

Samstag, 07:00 Uhr bis 13:00 Uhr
- Haidhausen (Wochenmarkt), Weißenburger Platz:

Dienstag, 08:00 Uhr bis 12:00 Uhr
- Harlaching (Bauernmarkt), Mangfallplatz:

Mittwoch, 14:00 Uhr bis 18:00 Uhr
- Hasenbergl (Wochenmarkt), Blodigstraße 4:

Donnerstag, 08:00 Uhr bis 12:00 Uhr
- Johanneskirchen (Wochenmarkt), Fritz-Meyer-Weg 38 - 46:

Freitag, 08:00 Uhr bis 12:00 Uhr
- Laim (Bauernmarkt), Agnes-Bernauer-Straße 77:

Freitag, 07:30 Uhr bis 13:00 Uhr
- Lehel (Bauernmarkt), St.-Anna-Platz:

Donnerstag, 10:30 Uhr bis 18:00 Uhr
- Siedlung am Lerchenauer See (Wochenmarkt), Lassallestraße 111:

Freitag, 13:00 Uhr bis 18:00 Uhr
- Maxvorstadt (Bauernmarkt), St.-Benno-Kirche:

Dienstag, 10:00 Uhr bis 18:00 Uhr
- Maxvorstadt (Bauernmarkt), Josephsplatz:

Dienstag, 11:00 Uhr bis 18:00 Uhr
- Maxvorstadt (Bauernmarkt), Türkenstraße/Gabelsbergerstraße:

Samstag, 07:00 Uhr bis 13:00 Uhr
- Messestadt Riem (Wochenmarkt), Willy-Brandt-Platz:

Freitag, 10:00 Uhr bis 18:00 Uhr
- Milbertshofen (Wochenmarkt), Curt-Mezger-Platz:

Freitag, 13.00 Uhr bis 18.00 Uhr
- Moosach, (Wochenmarkt), Bunzlauer Platz:

Donnerstag, 08:00 Uhr bis 12:00 Uhr
- Neuhausen (Wochenmarkt), Rotkreuzplatz:

Donnerstag, 10:00 Uhr bis 19:00 Uhr
- Neuhausen (Wochenmarkt), Arnulfpark, Rainer-Werner-Fassbinder-Platz:

Dienstag und Freitag, 10:00 Uhr bis 16:00 Uhr
- Neuperlach (Wochenmarkt), Hanns-Seidel-Platz:

Dienstag, 08:00 Uhr bis 17:00 Uhr und Freitag, 13:00 Uhr bis 18:00 Uhr
- Neuperlach (BioWochenmarkt), Dietzfelbingerplatz:

Dienstag, 13:00 Uhr bis 18:00 Uhr
- Obermenzing (Bauernmarkt), Rüttenauerplatz:

Freitag, 07:30 Uhr bis 13:00 Uhr
- Perlach (Wochenmarkt), Pfanzeltplatz:

Samstag, 07:00 Uhr bis 13:00 Uhr
- Schwabing (Wochenmarkt), Münchner Freiheit:

Donnerstag, 10:00 Uhr bis 18:00 Uhr
- Schwabing (Bauernmarkt), Fritz-Hommel-Weg:

Samstag, 07:00 Uhr bis 13:00 Uhr
- Schwabing-West (Wochenmarkt), Georg-Birk-Straße:

Freitag, 13:00 Uhr bis 18:00 Uhr
- Schwanthalerhöhe (Bauernmarkt), Georg-Freundorfer-Platz

Donnerstag, 10:00 Uhr bis 18:00 Uhr
- Sendling (Wochenmarkt), Jean-Paul-Richter-Straße 9 - 19:

Mittwoch, 08:00 Uhr bis 12:00 Uhr
- Solln (Wochenmarkt), Fellererplatz

Freitag, 08:00 Uhr bis 12:00 Uhr
- Thalkirchen (Wochenmarkt), Schäftlarnstraße 179

Donnerstag, 13:00 Uhr bis 18:00 Uhr
- Trudering (Wochenmarkt), Friedenspromenade zwischen Hugo-Weiß-Straße und Felizitasstraße:

Freitag, 13:00 Uhr bis 18:00 Uhr
- Untergiesing (Wochenmarkt), Hans-Mielich-Platz:

Donnerstag, 12:00 Uhr bis 18:00 Uhr
- Untersendling (Wochenmarkt), Resi-Huber-Platz:

Samstag, 07:00 Uhr bis 13:00 Uhr
- Untersendling (Wochenmarkt), Margaretenplatz:

Samstag, 07:00 Uhr bis 13:00 Uhr